# 许从赟
许从赟（902年—958年10月20日），字温毅，辽朝官员。许昭胤长子。
曾祖父许景亮，摄怀州别驾。祖父许廷秀，摄宪州长史。父亲许昭胤，隰州都押衙。后唐清泰初年，在云州元帅沙彦珣麾下，补为马步使。奏为内外巡检斩斫使、银青光禄大夫兼监察御史、武骑尉。辽太宗帮助石敬瑭造反后唐，许从赟归降辽国，授大同军节度副使、尚书右仆射、御史大夫，上柱国。加檢校司空。晋出帝与辽国交恶，辽国南下中原，加授许从赟建雄军节度使。辽太宗死后，辽世宗任命他为大同军节度使、检校司徒，有政绩，授右领军卫上将军、特进、检校太保。辽穆宗即位后，任命他为权侍卫步军都指挥使。应历四年（954年）十一月，彰国军节度使萧敌烈，太保许从赟奏忻、代二州捷。官至大同军节度管内观察处置等使、特进、检校太保、右领军卫上将军兼御史大夫、上柱国、高阳县开国男、食邑三百户。应历八年九月初六日（958年10月20日）在燕京肃慎坊去世，享年五十七岁，赠太傅。夫人长沙康氏，云州都指挥使康敬习之女。在保宁八年（976年）三月五日在云州丰稔坊去世，享年六十五岁。以乾亨四年（982年）十月二十七日将燕京许从赟移灵，与夫人灵枢合葬于云中县权宝里，有子七人：长子许守伦，衙内都指挥使。次子许守贞，西头供奉官，并早卒。三子许守节，安众银冶都监、右千牛卫将军、银青崇禄大夫、检校工部尚书兼御史大夫、上柱国。四子许守忠、五子许守素、六子许守恒、七子许守筠。姪子许彦琼，都知兵马使，早卒。有女七人：长女嫁给前艾耩子银冶都监程光胤，次女嫁给推官陈讽，三女嫁给教练王恕，四女出家法号妙净，五女早卒，六女嫁给虞部员外郎房修己，七女写成墓志时还没有出嫁。孙子十四人，孙女九人。